# Liza, a rókatündér
Liza, a rókatündér (ung. "Liza, rävälvan") är en ungersk romantisk komedifilm från 2015 i regi av Károly Ujj Mészáros, med Móni Balsai, David Sakurai, Szabolcs Bede Fazekas och Zoltán Schmied i huvudrollerna. Den utspelar sig i Csudapest, huvudstaden i en variant av 1970-talets Ungern utan kommunism. Handlingen följer Liza, en 30-årig sjuksköterska som arbetar för änkan till Japans ambassadör. Lizas enda vän är ett spöke efter en japansk popstjärna, som på grund av svartsjuka förvandlar Liza till en rävvarelse från japansk folktro, vilket har som följd att alla män som blir förälskade i henne råkar ut för dödsolyckor. Pressmaterialet betecknar filmen som "en sarkastisk saga för vuxna".
Budgeten var 420 miljoner forint, varav 220 miljoner kom från Ungerns nationella filmfond. Filmen hade ungersk premiär 19 februari 2015. Den vann bland annat Grand Prix vid Fantasporto i Portugal och Silver-Méliès vid Imagine filmfestival i Nederländerna.

## Medverkande
- Móni Balsai som Liza
- Szabolcs Bede Fazekas som sergeant Zoltán
- David Sakurai som Tomy Tani
- Zoltán Schmied som Henrik
- Antal Cserna som Károly
- Piroska Molnár som Márta Tanaka